# Zona arqueológica Los Granados
La zona arqueológica «Los Granados» es un área de interés arqueológico en el término municipal de Fuenlabrada (Comunidad de Madrid, España). Tiene protección específica como Bien de Interés Cultural (BIC) en tramitación (incoado).

## Emplazamiento
Comprende una franja de terreno con una dimensión de 2100 metros de norte a sur y de 5300 metros de este a oeste (una superficie de unos 6,32 kilómetros cuadrados) localizada al sur y al este del término municipal de Fuenlabrada. Actualmente engloba tanto terrenos agrícolas de secano como diversas áreas industriales. Además, el territorio cuenta con una completa red hidrográfica compuesta por numerosos arroyos: arroyo de Valdehondillo, barranco de Loranca, barranco de Gazaperas, arroyo de los Granados, barranco de los Granados, barranco de Tajapiés y arroyo Culebro.

## Yacimientos
| Yacimiento                          | Código      | Época(s)                               | Coordenadas                             | Excavaciones o publicaciones |
| ----------------------------------- | ----------- | -------------------------------------- | --------------------------------------- | ---------------------------- |
| La Cantueña                         | CM/0058/001 | Hierro I/Prehistórico Indeterminado    | 40°15′36″N 3°45′12″O / 40.2599, -3.7533 | 2006                         |
| Acedinos                            | CM/0058/002 | Altomedieval/Moderno/contemporáneo     | 40°16′21″N 3°44′58″O / 40.2726, -3.7494 | 2011                         |
| Fregacedos                          | CM/0058/003 | Altomedieval                           | 40°17′27″N 3°49′37″O / 40.2908, -3.8270 |                              |
| Los Granados - Loranca - El Bañuelo | CM/0058/004 | Hierro I/Hierro II/Romano/Altomedieval | 40°15′47″N 3°46′28″O / 40.2631, -3.7745 | 2006                         |
| Valdehondillo - Las Panaderas       | CM/0058/005 | Sin determinar                         | 40°15′48″N 3°48′16″O / 40.2634, -3.8045 |                              |
| La Albareja                         | CM/0058/012 | Hierro I                               | 40°17′15″N 3°45′48″O / 40.2874, -3.7633 | 2001                         |